# ヨーロッパの競馬
ヨーロッパの競馬（ヨーロッパのけいば）では、ヨーロッパの競馬について包括的に概説する。

## 各国の様子
国際格付番組企画諮問委員会（IRPAC）が承認する国際セリ名簿基準書では、世界の競馬開催国をパート1からパート3までのカテゴリに分類される。

### パート1国
パート1国については下記の各記事を参照。
- イギリスの競馬
- アイルランドの競馬
- フランスの競馬
- ドイツの競馬

### パート2国
ヨーロッパのパート2国には、イタリア、スウェーデン、デンマーク、ノルウェーが認定されている。
- イタリアの競馬

#### スウェーデン

##### スウェーデンの平地競馬
- ストックホルムカップ国際（Stockholm Cup International） - 3歳以上の芝2400メートル戦。1991年にスカンジナビア圏で初めてG3に格付けされた。首都ストックホルムのタビーにあるタビー競馬場（Täby Racecourse）で毎年9月に行われる。2012年の総賞金は140万クローナ（2013年11月の為替相場で換算すると約2200万円）[1]。
- ストックホルム大賞（Stockholms Stora Pris）- 4歳以上の芝1950メートルの重賞。タビー競馬場で5～6月に行なわれる。1930年に創設され、グループ制ではLの扱いだったが、2006年にG3に格付けされた。2012年の総賞金は120万クローナ（2013年11月の為替相場で換算すると約1880万円）。
- プラーム記念（Pramms Memorial）- 4歳以上のダート1730メートルの重賞。国内3番目の大都市マルメにあるイェゲスロー競馬場（Jägersro Racecourse）で5月に行なわれる。1984年に創設され、Lから2012年にG3へ昇格したが、2016年にLに再降格した。2013年現在は、スカンジナビア圏でグループ制格付けのある重賞競走としてはシーズンで一番早い開催となっている。2012年の総賞金は120万クローナ（2013年11月の為替相場で換算すると約1880万円）。競走名は国内で成功したオーナーブリーダーのPer-Erik Pramm氏を記念したもの。
- ザワウィカップ（Zawawi Cup）- 3歳以上のダート1200メートル戦。イェゲスロー競馬場で8月に行なわれる。2013年にG3に昇格したが、2019年にはLに再降格した[2]。2012年の総賞金は50万クローナ（2013年11月の為替相場で換算すると約800万円）。以前は「ザワウィ・バルチック・カップ」の名称だった。「ザワウィ」はスカンジナビアの大馬主であるオマー・ザワウィ氏（Dr Omar Zawawi）がスポンサーを務めることから。
- スヴェンスクダービー（Svenskt Derby）- 3歳馬によるダートの2400メートル戦で、イェゲスロー競馬場で8月に開催する。リステッドレース。総賞金は152万クローナ（2013年11月の為替相場で換算すると約2380万円）[3]。

##### スウェーデンの繋駕速歩競馬
- エリトロップ - 繋駕速歩競走。スウェーデン国内としては最高格に位置づけられている。

### パート3国
ヨーロッパのパート3国には、スイス、スペイン、スロバキア、チェコ、ハンガリー、ベルギー、ポーランドが認定されている。

#### チェコ
- ヴェルカパルドゥビツカ - チェコ国内最大の障害競走。
- チェスコスロベンスクダービー（Ceskoslovenske Derby、チェコダービー）- プラハで行われる。3歳牡馬・牝馬の2400メートルの競走。牡馬は57キロ、牝馬は55.5キロを負担する[4]。

#### ハンガリー
少なくともオーストリア＝ハンガリー帝国の時代には、ヨーロッパを代表する馬産国だった。日本にも多くの馬・競走馬がハンガリー帝国から輸入されている。
- キンチェム - 19世紀のヨーロッパを代表する名馬。54戦全勝の世界記録を樹立した。
- キシュベル - 19世紀の競走馬。イギリスのダービーステークス、フランスのパリ大賞典と、当時のヨーロッパの3歳馬の2大競走を制した。
- ウーヴェルドーズ - イギリス産、ハンガリー調教の競走馬。21世紀初頭のスプリント戦で活躍した。2008年にドイツのゴルデネパイチェ（G2）を制し、フランスのアベイ・ド・ロンシャン賞では歴代1位のタイムで1位入線したが競走不成立となった。

### 認定を受けていない国・地域
IRPACの承認を受けていない国・地域の競馬については下記に記す。

#### ギリシャ
2004年にアテネオリンピックの馬術複合施設として建設されたアテネのマルコポーロ競馬場が唯一の競馬場で、ダートのみの競馬だったが、2016年からコンセッション契約に基づき競馬の組織および開催業務を行っていたホースレース社が赤字経営の末に、ギリシャジョッキークラブに登録された競走馬数の減少を理由として2024年1月30日付けで競馬開催を廃止した。
- ギリシャダービー - ギリシャ最大のレース[5]。2023年の出走条件は3歳、距離はダート2100メートル、賞金は1万6000ユーロだった[7]。

#### ロシア・旧ソ連
- ボリショイ・フシエソユツニー賞（Bolszoj Vsiesoyuzny Priz、ソビエト・ダービー） - モスクワで行われる。3歳・4歳の牡馬と牝馬が出走できる。芝の2400メートルで行われ、牡馬は59キロ、牝馬は57キロを負担する。別名「Bolszoj Vserossijskij Priz」[8][9]
- アニリン - 旧ソ連時代の名競走馬。西側諸国へ遠征し良績を残した。